# اریک زمور
اریک زمور (به فرانسوی: Éric Zemmour) (تلفظ فرانسوی: [eʁik zemuʁ]; زاده ۳۱ اوت ۱۹۵۸) سیاستمدار نویسنده، روزنامه‌نگار سیاسی، کارشناس برنامه‌های تلویزیونی و مقاله‌نویس فرانسوی است. از او در سازمان‌های رسانه‌ای بارها به عنوان یک راست‌گرای تندرو یاد شده‌است. او در کشورش یک سلبریتی است. کتاب خودکشی فرانسه (فرانسوی: Le Suicide français) او در سال ۲۰۱۴ بیش از ۵۰۰٬۰۰۰ نسخه فروخت و در سال ۲۰۱۵ به خاطر آن کتاب، جایزه کومبورگ-شاتوبریان را برنده شد و توجه بین‌المللی را به خود جلب کرد. زمور همچنین جایزه ریشیلیو را در سال ۲۰۱۱ به خاطر یک عمر فعالیت خود به عنوان روزنامه‌نگار دریافت کرد.
اریک زمور که زاده مونتروی، سن-سن-دنی در حومه شمالی پاریس است از خانواده‌ای با تبار یهودی-الجزایری است.

## کار خبرنگاری
اریک زمور پس از  فارغ‌التحصیلی در مؤسسه مطالعات سیاسی پاریس در سال ۱۹۷۹ کار خود را در روزنامه له کوتیدیان به عنوان خبرنگار آغاز کرد.
اریک زمور از ۱۹۸۶ تا ۱۹۹۶ برای Le Quotidien de Paris به عنوان گزارشگر و تا زمان اخراج در سال ۲۰۰۹ بر سر مجادله‌ای که پیرامون اظهاراتش درگرفت برای فیگارو کار کرد او به خاطر گفته‌های خود تبعیض نژادی محکوم و از سوی دادگاه ۲۰۰۰ یورو جریمه شد. اریک زمور پس از آن به نوشتن مقاله برای مجله فیگارو ادامه داد. زمور به عنوان یک چهره تلویزیونی در برنامه‌هایی چون ما نمی‌خوابیم در فرانسه ۲ (۲۰۰۶–۲۰۱۱)، Ça se dispute در I-Télé (۲۰۰۳–۲۰۱۴) و Face à l'Info در CNews (۲۰۱۹–۲۰۲۱) حضور یافت. او همچنین در Zemmour et Naulleau از ۲۰۱۱ تا ۲۰۲۱ در یک برنامه گفتگومحور شبانه هفتگی به میزبانی Anaïs Bouton در پاریس پریمایر، به همراه منتقد ادبی Éric Naulleau حضور یافت. زمور به‌طور موازی در RTL از ۲۰۱۰ تا ۲۰۱۹ ابتدا با میزبانی برنامه رادیویی Z comme Zemmour و سپس پیوستن به Yves Calvi به برنامه صبحگاهی به عنوان تحلیلگر کار کرد.
یک مقاله چاپ سال ۲۰۱۱ در نیویورک تایمز زمور را «شاید شناخته شده‌ترین تحریک‌گر حرفه‌ای فرانسه که به همان میزان مورد علاقه بیگانه‌هراسان راست تندرو است که مورد نفرت مهاجران، زنان و همجنسگرایان» خواند. او به‌طور مشروح درباره نظریه توطئه جایگزینی بزرگ و برخورد تمدن‌ها را بحث کرده و همچنین از اصلاحات وسیع در نظام سیاسی فرانسه دفاع کرده است. زمور از نظر سیاسی خود را بین گلیسم و بناپارتیسم شناسایی می‌کند. او در دسامبر ۲۰۲۱ رسما نامزدی خود را در انتخابات ریاست‌جمهوری فرانسه (۲۰۲۲) اعلام کرد.  

## نویسندگی
زمور زندگینامه‌هایی برای ادوار بالادور (Balladur, immobile à grands pas, یا "بالادور، بی‌حرکت با گام‌های بزرگ") و ژاک شیراک (L'Homme qui ne s'aimait pas, or "مردی که خودش را دوست نداشت") و نیز جستارهایی سیاسی نوشته‌است. در سال ۲۰۰۶ او کتاب "جنس اول" را منتشر کرد که او کتابی در مورد آنچه او زنانه‌سازی جامعه می‌داند خوانده‌است. در مارس ۲۰۱۰ او به خاطر Mélancolie française ("مالیخولیای فرانسه") Prix du livre incorrect (ت.ت. 'جایزه کتاب نامناسب') برد، کتابی که به تاریخ فرانسه می‌پردازد.کتاب ۲۰۱۴ او Le Suicide français ("خودکشی فرانسه"), که بیش از ۵۰۰٬۰۰۰ نسخه فروخت بزرگترین موفقیت ادبی او به‌شمار می‌رود.

## دیدگاه

### مسایل اجتماعی
اریک زمور در مورد مسایل اجتماعی دیدگاهی محافظه‌کارانه دارد و خود را یک ارتجاعی می‌شناسد.

#### فمینیسم، زنان و همجنسگرایی
زمور انتقاداتی را بر فمینیسم و همجنس‌گرایی وارد کرده و گفته افول فرانسه تا حدی ناشی از تحلیل رفتن مردانگی، و «زنانه سازی» جامعه است. درون مایه‌هایی که او آنها را به تفصیل در کتاب‌های جنس اول و خودکشی فرانسه کاوش کرده‌است. زمور با سقط جنین که او آن را «خودکشی دسته جمعی» نام نهاده مخالف است و استدلال کرده زنان برای جایگاه‌های قدرت سیاسی نامناسب‌‌اند. او در خودکشی فرانسه، نسبت به پیشگیری از بارداری، حقوق زنان، و مطالعات جنسیت انتقاداتی ابراز کرده‌است. او همچنین از دومینیک استروس-کان و طارق رمضان در رابطه با اتهامات تجاوز جنسی علیه آنها دفاع کرده‌است. اریک زمور آنگلا مرکل را زنی با ارزش‌های نرینه می‌داند.
شماری از نشریات به مواضع او برچسب زن‌ستیزی زده‌اند.

### مهاجرت غیرقانونی
اریک زمور در سال ۲۰۱۴ درباره مساله مهاجران غیرقانونی گفته بود: «باید آن‌ها را گرفت، سوار قایق کرد و به جای اولشان بازگرداند. استرالیا نیز با مهاجرانی که از اندونزی می‌آیند همین کار را می‌کند».

### روابط بین‌الملل
اریک زمور استدلال کرده فرانسه باید از ایالات متحده آمریکا فاصله بگیرد رابطه نزدیکتری با روسیه و استقلال بیشتری از اتحادیه اروپا و سیاست خارجی آن داشته باشد. او گفته پیاده‌سازی در نرماندی یک آزادسازی و همچنین یک استعمار فرانسه از سوی ایالات متحده بوده است. او خواهان تقویت نیروهای مسلح فرانسه شده و استدلال کرده که تنها نفوذی که فرانسه در صحنه جهانی حفظ کرده به خاطر قوت نیروی مسلح آن و قابلیت‌های دفاع هسته‌ای آن است. زمور پشتیبان خروج از فرماندهی یکپارچه نظامی ناتو است.
او کارزار انتخاباتی دونالد ترامپ در انتخابات ریاست‌جمهوری ۲۰۱۶ را به دلیل متحد کردن طبقه کارگر و بورژوازی وطن‌پرست ستود.
اریک زمور دیدگاه مخالف ناتو دارد و می‌گوید ناتو باید در سال ۱۹۹۰ منحل می‌شد.

### اسلام
اریک زمور باور دارد که فرانسه، دژی است که به محاصره اسلام درآمده و هشدار می‌دهد که فرانسه بدون تغییرات عمیق در سیاست‌های مهاجرتی به جنگ داخلی کشیده خواهد شد. او در یک مصاحبه تلویزیونی گفته بود مسلمانان یا باید ادغام شوند یعنی فرانسوی شوند یا فرانسه باید منطقا با اسلام کنار بیاید و اسلام را به شکل فعلی آن بپذیرد یا اسلام منطقا با فرانسه کنار خواهد آمد. اریک زمور در سال ۲۰۱۴ گفت برخی از مناطق حومه‌ای شهرهای فرانسه، دیگر حال‌وهوای فرانسه را ندارند و آنها را «جمهوری‌های اسلامی» نامید. او گفته بود مسلمانان باید بین اسلام و فرانسه، یکی را انتخاب کنند و همه مسلمانان، چه بگویند چه نگویند جهادگرایان را "مسلمان خوب" می‌دانند.

### یهودیان
اریک زمور همکاری دولت ویشی فرانسه با نازی‌ها را باعث نجات یهودیان فرانسه از هولوکاست می‌داند.